# GenBank
GenBank（ジェンバンク）は、米国生物工学情報センター（NCBI; National Center for Biotechnology Information）が提供している、塩基配列データを蓄積・提供している世界的な公共の塩基配列データベースである。

## 概要
GenBankの塩基配列データには、注釈（アノテーション）が付されており、また対応するアミノ酸（タンパク質）配列の情報も持っている。
GenBankデータベースは、欧州分子生物学研究所（EMBL; European Molecular Biology Laboratory）傘下の欧州バイオインフォマティクス研究所（EBI; European Bioinformatics Institute）のEMBLデータライブラリ、および、日本DNAデータバンク（DDBJ; DNA Data Bank of Japan）と連携して、相互に塩基配列データを交換している。GenBankおよび共同活動をしているデータベースには、世界中の研究機関から10万種以上の生物から抽出された塩基配列が登録されている。
GenBank のデータは、指数関数的に増加しており（10ヵ月で2倍のペース）、2012年6月までに、8200万以上の塩基配列、約2870億個の核酸塩基（ヌクレオチド）のデータが登録された。GenBankデータベースには、世界各地の研究機関から直接データが登録されるほか、大規模な配列センターから、大量のデータが一括登録されることもある。

## 登録と利用
GenBankにインターネットを介して直接データを登録するには、BankItというWWWのフォームを使って登録する方法や、Sequinというスタンドアロンの登録用ソフトウェアを使って登録する方法などがある。GenBankに塩基配列のデータが登録されると、GenBankのスタッフがその配列に登録番号を振って、配列データの質の検査を行う。その後、登録されたデータが、実際にデータベースに反映される。
発現シーケンスタグ（EST; Expressed Sequence Tag）、STS（Sequence Tagged Site）、GSS（Genome Survey Sequence）、HTGS（High-Throughput Genome Sequence）のデータの一括登録は、通常、大規模な配列センターによって行われることが多い。完全な微生物ゲノム配列の場合は、GenBankに直接データを登録する方法が採られる。
GenbankデータベースのデータはEntrezという検索エンジンで検索したり、FTPでダウンロードすることができる。